# Federación Boliviana de Fútbol
Federación Boliviana de Fútbol är Bolivias fotbollsförbund med säte i Cochabamba. Förbundet grundades 1925 med uppgift att främja och administrera den organiserade fotbollen i Bolivia, och att företräda den utanför landets gränser. Förbundet är anslutet till Fifa sedan 1926, och medlem av Conmebol sedan 1926.